# Агнеса Зольмс-Лаубаська
Агнеса Зольмс-Лаубаська (нім. Agnes zu Solms-Laubach), (нар. 5 січня 1578 — пом. 23 листопада 1602) — німецька аристократка XVI—XVII століть, донька графа Зольмс-Лаубаського Йоганна Георга I та графині Шонбург-Ґлаухау Маргарити, перша дружина ландграфа Гессен-Кассельського Моріца Вченого.

## Біографія
Народилась 5 січня 1578 року у Лаубасі п'ятою дитиною та старшою донькою в родині графа Зольмс-Лаубахського Йоганна Георга I та його дружини Маргарити фон Шонбург-Ґлаухау. Мала старших братів Філіпа, Фрідріха Георга, Крістофа та Альберта Отто. Згодом сімейство поповнилося 11-ма молодшими дітьми, дев'ятеро з яких досягли дорослого віку. Найменша сестра, Софія, народилася вже після одруження Агнеси.
У віці 15 років дівчина стала дружиною 21-річного ландграфа Гессен-Кассельського Моріца Вченого. Весілля відбулося 23 вересня 1593 в Касселі. Молоді люди познайомилися 1689 року на весіллі сестри Моріца, Анни Марії. Церемонія були дуже пишною, були присутніми численні вельможні гості. Шлюб зі шляхтянкою-кальвіністкою скріпив зв'язки Моріца з кальвіністськими графами Веттерау. Втім, союз був значною мірою укладений через почуття, а не розрахунок. 
Ландграфиню змальовували як надзвичайно талановиту, добру та вродливу жінку. У шлюбі народилися четверо дітей. Всі діти подружжя отримали чудове виховання та добру освіту. Маттеус Меріан старший створив гравюру, на якій буле зображено сімейство ландграфа.
Агнеса померла 23 листопада 1602 року у Лаубасі. Була похована у крипті місцевої парафіяльної церкви.
Моріц важко переживав втрату дружини, про що свідчить лист, написаний ним французькому королю Генріху IV на другий день після її смерті. Втім уже за півроку він узяв шлюб з 15-річною Юліаною Нассау-Ділленбурзькою.

## Родина

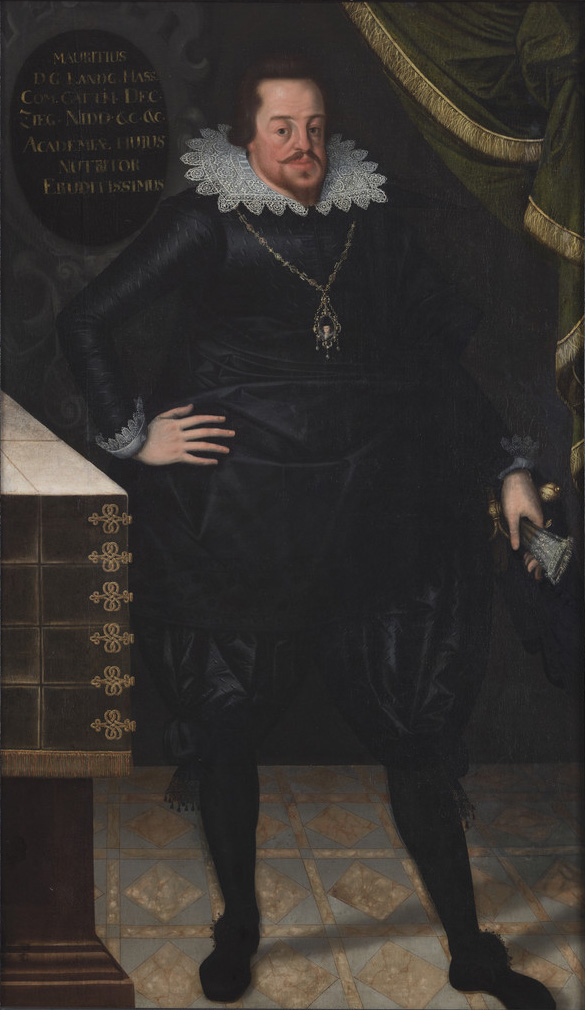
Портрет Моріца пензля К. Йобста, близько 1617 року

Чоловік — Моріц Вчений
Діти:
- Отто (1594—1617) — спадкоємний принц Гессен-Касселю, буві двічі одруженим, мав позашлюбного сина;
- Єлизавета (1596—1625) — дружина герцога Мекленбург-Гюстровського Йоганна Альбрехта II, дітей не мала;
- Моріц (1600—1612) — прожив 12 років;
- Вільгельм (1602—1637) — ландграф Гессен-Кассельський у 1627—1637 роках, був одружений з графинею Ганау-Мюнценберзькою Амалією Єлизаветою, мав численних нащадків.